# Zeekr 009
La Zeekr 009 est un monospace électrique du constructeur automobile chinois Zeekr, appartenant au groupe Geely, produit à partir de 2023.

## Présentation
La Zeekr 009 est présentée en novembre 2022.

## Caractéristiques techniques
La Zeekr 009, comme la Zeekr 001, repose sur plateforme technique SEA (Sustainable Electric Architecture) spécifique aux modèles électriques du groupe Geely.